# Michel Pinçon

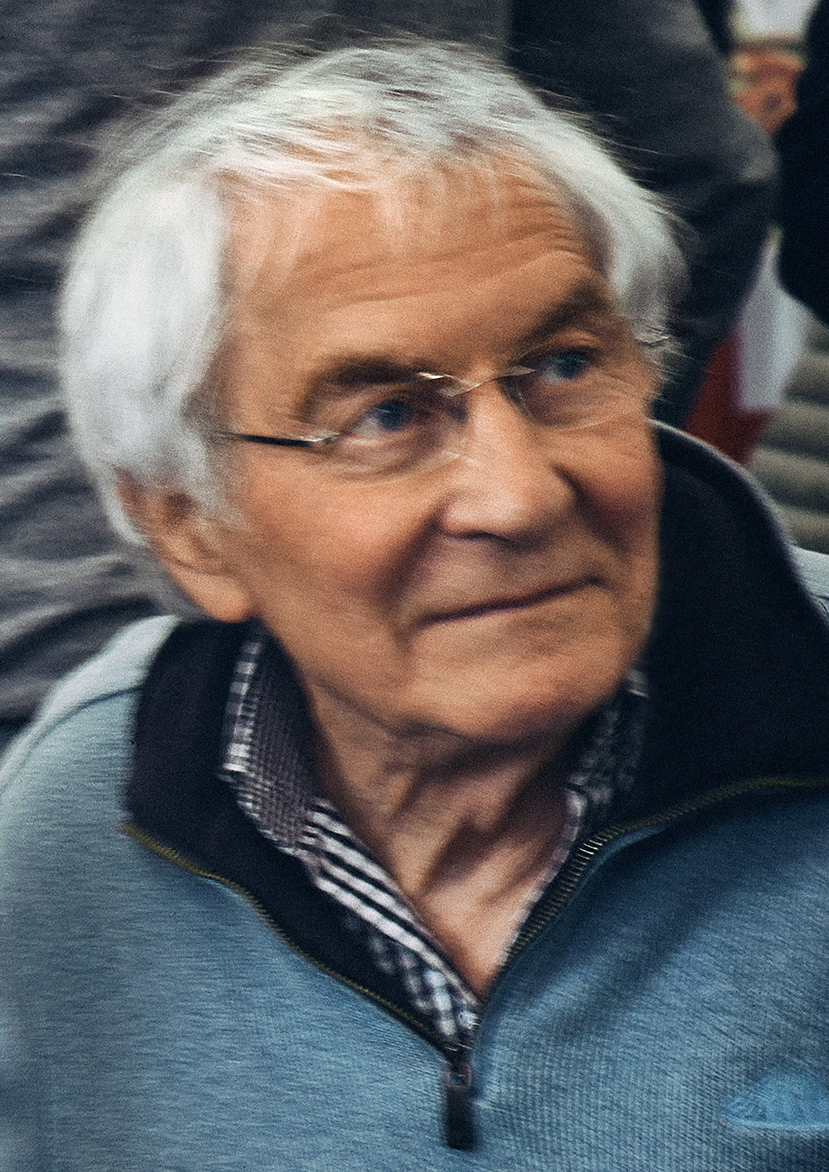
Michel Pinçon (2019)

Michel Pinçon (* 18. Mai 1942 in Lonny in den Ardennen; † 26. September 2022 in Paris) war ein französischer Soziologe und Directeur de recherche (leitender Wissenschaftler) am CNRS.
Gegenstand seiner Arbeiten, die er zusammen mit seiner Frau Monique Pinçon-Charlot geschrieben hat, war die Erforschung des gehobenen Bürgertums und der sozialen Eliten.

## Leben und Wirken
Michel Pinçon wurde am 18. Mai 1942 in der Gemeinde Lonny in den Ardennen geboren. 1967 heiratete er die Soziologiestudentin Monique Charlot. Die Heirat ermöglichte es den beiden Eheleuten, eine Zeitlang in Marokko im Rahmen des Service National en Coopération, eines Freiwilligendienstes im Rahmen der Entwicklungshilfe, mitzuwirken. Nach ihrer Rückkehr setzten sie die Ausbildung an der Université Libre de Vincennes fort. Anschließend arbeiteten sie im CNRS, er forschte im Bereich Arbeitswelt, sie zum Thema soziale Spaltung im städtischen Raum.
Eine seiner ersten Veröffentlichungen (Désarrois ouvriers, familles de métallurgistes dans les mutations industrielles et sociales) ist der Entwicklung der Eisen- und Stahlindustrie im Maastal und den sozialen Folgen gewidmet. Die Forschungsarbeiten und Veröffentlichungen der Folgezeit sind im Allgemeinen gemeinsame Arbeiten der beiden Eheleute. Ihr Interesse galt besonders sozialen Normen, adligen und bürgerlichen Dynastien, sozialen Aufsteigern und den Freizeitbeschäftigungen und Gewohnheiten der bessergestellten Familien. Eine Synthese ihrer Arbeiten erschien unter dem Titel Sociologie de la bourgeoisie. Es war ihr Bestreben, eine Anthropologie der Privilegierten in der heutigen französischen Gesellschaft zu erstellen.

## Politisches Engagement
2011 gab Pinçon seine Unterstützung für Jean-Luc Mélenchon, den Kandidaten des linken Wahlbündnisses Front de gauche bei der Präsidentschaftswahl in Frankreich 2012, bekannt.

## Schriften
- Désarrois ouvriers, familles de métallurgistes dans les mutations industrielles et sociales. Éditions l'Harmattan, Paris 1987, ISBN 2-85802-807-9.

Zusammen mit Monique Pinçon-Charlot:
- Dans les beaux quartiers. PUF, Paris 1989, ISBN 2-02-010936-0.
- La chasse à courre, ses rites et ses enjeux. Payot, Paris 1993, ISBN 2-228-89749-3.
- Voyage en grande bourgeoisie. Presses universitaires de France, Paris 1997, Neuausgaben 2002 und 2005, ISBN 2-13-055420-2.
- Grandes fortunes. Éditions Payot, Paris 1998, ISBN 2-228-90133-4.
- Sociologie de la bourgeoisie. (= Repères). La Découverte, Paris 2007, ISBN 978-2-7071-4682-3.
- Sociologie de Paris. La Découverte, 2004, ISBN 2-7071-4280-8.
  - deutsch: Paris. Soziologie einer Metropole. übersetzt von Michael Tillmann. Avinus-Verlag, Berlin 2008, ISBN 978-3-930064-77-9.
- Châteaux et Châtelains: Les siècles passent, le symbole demeure. Éditions Anne Carrière, Paris 2005, ISBN 2-84337-325-5.
- Les Ghettos du Gotha : comment la bourgeoisie défend ses espaces. Éditions du Seuil, Paris, 2007, ISBN 978-2-02-088920-9.
- Paris : quinze promenades sociologiques. Payot, Paris 2009, ISBN 978-2-228-90411-7.
- Les millionnaires de la chance. Payot, Paris 2010, ISBN 978-2-228-90515-2.
- Le Président des riches. Zones, Paris 2010, ISBN 978-2-35522-018-0; erweiterte Ausgabe La Découverte, Paris 2011, ISBN 978-2-7071-6961-7.
- Des sociologues sans qualités? Pratiques de recherche et engagements. (Gemeinschaftsarbeit unter der Leitung von  Delphine Naudier und Maud Simonet), La Découverte, Paris 2011
- L'argent sans foi ni loi. Éditions Textuel, Paris 2012, ISBN 978-2-84597-444-9.
- Altergouvernement. Autorenkollektiv, bestehend aus Paul Ariès, Geneviève Azam, Marc Dufumier, Marie Duru-Bellat, Claude Egullion, Jean-Baptiste Eyraud, Susan George, Franck Lepage, Jean-Marie Harribey, Philippe Leymarie, Laurent Mucchielli, Aline Pailler, Nathalie Péré-Marzano, Fabien Piasecki, Monique Pinçon-Charlot, Clarisse Taron, et Jacques Testart, éditions Le Muscadier, Paris 2012, ISBN 979-10-90685-00-0.
- La Violence des riches. Zones, Paris 2013
- Riche, pourquoi pas toi ? mit Illustrationen von Marion Montaigne,  Dargaud, Paris 2013
- Pourquoi les riches sont-ils de plus en plus riches et les pauvres de plus en plus pauvres ? illustré par Etienne Lécroart. La Ville Brûle, Paris 2014.
- C'est quoi être riche? Entretiens avec Emile. illustré par Pascal Lemaître. Edition de l'Aube, Paris 2015.
- Tentative d'évasion. (fiscale). Zones, 2015.
- Les prédateurs au pouvoir. Main basse sur notre avenir. Textuel, 2017.
- Panique dans le 16e!: Une enquête sociologique et dessinée. gezeichnet von Étienne Lécroart. La ville brûle, Paris 2017.

## Rundfunksendungen
Michel Pinçon wurde des Öfteren von France Inter zu Interviews eingeladen.